# Dimitar Stefanow

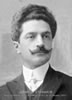
Dimitar Stefanow

Dimitar Georgiew Stefanow (gebräuchliche Transkription: Dimitar Georgiev Stefanov; bulgarisch Димитър Георгиев Стефанов; * 15. August 1872 in Karaagaç, Russisches Kaiserreich, (heute Nahirne in der Ukraine); † 12. Februar 1940 in Burgas) war ein bulgarischer Revolutionär, Politiker und Funktionär der BMARK (Bulgarischen Makedonisch-Adrianopeler Revolutionären Komitees/Български Македоно-Одрински революционни комитети, das später in VMRO umbenannt wurde) sowie des Obersten Makedonien-Adrianopel Komitees. Er war zwischen 22. Oktober 1918 und 30. Januar 1920 Bürgermeister von Burgas am Schwarzen Meer.

## Leben
Dimitar Stefanow wurde am 15. August 1872 in bessarabischen Karaagaç in einer bulgarischen Flüchtlingsfamilie geboren. Einer seiner Vorfahren väterlicherseits, war ein Woiwode im Rhodopengebirge (heute Südbulgarien). Dimitar besuchte die Grundschule in sein Heimatdorf und danach das berühmte Bolgrader Gymnasium. 1854 absolvierte er sein Jurastudium an der Universität Moskau und wurde von der Kiewer Militärschule zum Leutnant der russischen Armee ernannt.
1897 zog Stefanow in das seit 1878 befreite Bulgarien und ließ sich zunächst in Russe nieder, wo er als Bezirksrichter und später in Warna, als Bezirksrichter und Staatsanwalt arbeitete. Anfang 1900 wurde er als Justiziar (Rechtsberater) bei dem Heiligen Synod der bulgarischen-orthodoxen Kirche tätig. Im selben Jahr trat Stefanow in Verbindung mit den Verbänden der Makedonischen Bulgaren und in der zweiten Hälfte des Jahres wurde er vom Bulgarischen Exarchat zum Rektor des bulgarischen Männergymnasium im makedonischen Bitola ernannt. Dort angekommen, Makedonien war immer noch unter osmanisch-türkischer Herrschaft, wurde er in der Führung des Bitola Revolutionären Komitee der BMARK aufgenommen.
Mitte 1901 kehrte Dimitar Stefanow nach Bulgarien zurück. Im September des gleichen Jahres wurde Stefanow neben Tusche Deliiwanow vom Zentralkomitee der BMARK in Thessaloniki zum Vertreter der Organisation in Bulgarien gewählt. Anfang 1902 vertrat er die Organisation auf dem Kongress des Adrianopel (Ostthrakien) Revolutionären Komitee der BMARK in Plowdiw neben Goze Deltschew und auf dem 10en Kongress der Flüchtlingsorganisationen der Bulgaren aus Makedonien und Ostthrakien in Sofia. Auf dem letzteren setzte er sich gegen den von den Obersten Makedonien-Adrianopel Komitees geplanten Gorna-Dschumaja-Aufstand ein, da er die Vorbereitungen für den Ilinden-Preobraschenie-Aufstand in Gefahr sah.
Im Mai 1903 übertrat Stefanow illegal die bulgarisch-osmanische Grenze mit der Tscheta von Jane Sandanski (ein weiterer Führer der makedonischen Bewegung in Bulgarien) Richtung Makedonien, wo er nach dem Ausbruch des Ilinden-Preobraschenie-Aufstandes an Kampfhandlungen mit der osmanischen Armee teilnahm. Anfang September leitete er den Kongress der BMARK in der Nähe von Serres, auf dem er neben Aleksandar Radoslawow und Simeon Molerow zur Führung des Aufstands in das Serreskampfgebiet (heute Nordgriechenland) gewählt wurde. Danach nahm Stefanow an Kampfhandlungen in der Region von Raslog und Beliza teil.
Der Aufstand überdauerten jedoch nur 20 Tage, bis die osmanische Regierung den rund 26.000 Aufständischen 350.000 türkische Soldaten mit Artillerie, Kavallerie und eine unbestimmte Zahl von Freischärlern (Başı Bozuk) entgegenschickte. In Makedonien und Thrakien waren unter den Todesopfern auch 5.000 – 15.000 Zivilisten, 200 Dörfer wurden dem Erdboden gleichgemacht, 12.000 Häuser verbrannt, 70.000 Menschen wurden obdachlos, Zehntausende flohen in die benachbarten Länder, u. a. mindestens 30.000 nach Bulgarien.
Nach der Niederschlagung des Aufstandes gehörte Dimitar Stefanow Ende 1903, Anfang 1904 in Sofia zur jedoch Kommission an, die die Richtlinien der weiteren Entwicklung und Tätigkeit der BMARK ausgearbeitet hat. Im Frühling 1904 zog er nach Burgas, am Schwarzen Meer. 1905 nahm er am Rila-Kongress der Organisation teil, auf den er neben Gjortsche Petrow und Petar Poparsow zum Vertreter der Organisation in Bulgarien gewählt wurde. Im Februar 1908 nimmt er als Delegierte des Thessaloniki Revolutionären Komitee am Kongress der Organisation in Kjustendil teil.
An den Balkankriegen 1912/1913 und am Ersten Weltkrieg nahm Dimitar Stefanow als Offizier teil. 1916 wurde er schwer verwundet, kehrte jedoch nach seiner Genesung an die Front zurück. Für seine Tapferkeit wurde er nach den Kriegen mit dem St. Alexander-Orden geehrt.
Zwischen 22. Oktober 1918 und dem 30. Januar 1920 war Dimitar Stefanow Bürgermeister der Hafenstadt Burgas und danach Gemeinderatsmitglied. 1928 wurde er von der Liste der Demokratischen Partei ins bulgarische Parlament gewählt, 1931 wurde er Gouverneur der Provinz Burgas. Sein verstärktes Engagement in der Innenpolitik führte zum Abrücken von der aktiven Führung innerhalb der makedonischen Organisationen, obwohl Burgas mit bulgarischen Flüchtlingen aus Makedonien und Ostthrakien überfüllt war.
Dimitar Stefanow verstarb am 12. Februar 1940 in Burgas.